# Sreten Stefanović
Sreten Stefanović (ur. 17 listopada 1916 w Sarajewie, zm. 18 lutego 2020 we Vršacu) – jugosłowiański gimnastyk, uczestnik Igrzysk Olimpijskich w 1952 w Helsinkach. Na igrzyskach olimpijskich zajął 138. miejsce w wieloboju gimnastycznym. Najlepszym wynikiem w pojedynczej konkurencji była 67. lokata w skoku.